# Сепожка
Сепо́жка (рос. Сепожка) — річка в Росії, ліва притока Іти. Протікає територією Ігринського району Удмуртії.
Річка починається за 2,5 км на захід від колишнього присілка Решетніки і тече спочатку на схід. Після того ж таки присілка течія повертає на північний схід і має такий напрямок до самого гирла. Береги річки подекуди заліснені. На річці створено декілька ставків, найбільший з яких неподалік колишнього присілка Костошур площею 0,1 км². Річка приймає декілька дрібних приток.
Над річкою розташовано присілок Сепож.